# Розенберг, Михаил Фёдорович
Михаил Фёдорович Розенберг (1861—1928) — русский советский конструктор артиллерийского вооружения, генерал-майор, постоянный член Артиллерийского комитета при ГАУ.

## Биография
Барон фон Розенберг Михаил Фёдорович родился 27 октября [8 ноября] 1861 года в Розенберге. Православный. Из дворян.
Образование получил в Нижегородской военной гимназии. В службу вступил в 1880 году. Окончил Михайловское артиллерийское училище (в 1881 году). Позже окончил Михайловскую артиллерийскую академию (в 1882 году, по 1-му разряду).
С 1898 года состоял в распоряжении ГАУ. С 1903 года — делопроизводитель артиллерийского комитета ГАУ. С 1909 года — постоянный член артиллерийского комитета ГАУ. Во время Первой мировой войны был постоянным членом 1-го отдела артиллерийского комитета ГАУ с оставлением постоянным членом того же комитета (по 1917 год).
После установления советской власти в 1918 году уехал в деревню Кувизино под г. Валдай Новгородской губернии, где семья имела земельный участок и недостроенный дом. Однако оказалось, что всё это было уже конфисковано местным советом. Создал сельскохозяйственную артель из местных крестьян. Супруга его заболела психическим заболеванием и в 1920 году скончалась, обоих сыновей мобилизовали как военспецов в РККА, причем один из них арестовывался ВЧК и несколько месяцев провёл в тюрьме. В 1923 году во время приезда в Петроград встретился с бывшими сослуживцами и принял их предложение поступить на службу в РККА. Был членом Комиссии особых артиллерийских опытов (КОСАРТОП) при Артиллерийском комитете РККА. Позже — инженер КБ Артиллерийского комитета.
Умер в Ленинграде 8 апреля 1928 года.
Сыновья — Розенберг, Михаил Михайлович (советский инженер, конструктор артиллерийского вооружения, арестовывался) и Розенберг Сергей Михайлович (служил в РККА, в 1920 году заболел психическим заболеванием и демобилизован).
Дочь — Вера Михайловна Розенберг (советский математик и конструктор).

## Разработки
Спроектировал траншейную 37-мм пушку, 91-мм бомбомет, участвовал в разработке 305-мм гаубицы особой мощности образца 1915 года. Принимал участие в разработке зенитных артиллерийских систем (поворотные рамы Розенберга для стрельбы по воздушным целям пушками образца 1902 года).
В советское время разрабатывал миномётное вооружение.

## Воинские звания
- В службу вступил 01.09.1880.
- Подпоручик — 08.08.1881.
- Поручик — 08.08.1885.
- Штабс-капитан — 04.07.1888.
- Капитан — 28.08.1895.
- Капитан гвардии — 24.10.1898.
- Полковник — 14.04.1902.
- Генерал-майор — 29.03.1909.

## Награды
- Награждён орденами Святого Станислава 3-й степени (1901), Святой Анны 2-й степени (1908), Святого Владимира 3-й степени (1913), Святого Станислава 1-й степени (ВП 22.03.1915); Святой Анны 1-й степени (2-е доп. к ВП 30.07.1915); Святого Владимира 2-й степени (ВП 10.04.1916).
- Удостоен Высочайшего благоволения (ВП 06.12.1916; за отлично-усердную службу и особые труды, вызванные обстоятельствами текущей войны)[3].
- Удостоен звания «Герой Труда» (22 февраля 1928, за многолетнюю и полезную деятельность по строительству Вооруженных Сил страны).